# Caladenia leptochila
Caladenia leptochila är en orkidéart som beskrevs av Robert Desmond David Fitzgerald. Caladenia leptochila ingår i släktet Caladenia och familjen orkidéer.
Artens utbredningsområde är Sydaustralien.

## Underarter
Arten delas in i följande underarter:
- C. l. dentata
- C. l. leptochila